# NYLON (잡지)

NYLON은 1999년 설립된 대중문화와 패션에 초점을 맞춘 미국의 라이프스타일 매거진이자 멀티미디어 브랜드, 그리고 출판회사다. NYLON은 예술, 미용, 음악, 디자인, 셀러브리티, 여행, 기술 등을 다루고 있다. NYLON이라는 이름은 뉴욕과 런던에서 따왔다. 현재 NYLON은 버슬이 소유하고 있다.